# Extraordinary Machine
Extraordinary Machine — третій альбом американської співачки Фіони Еппл, що вийшов на лейблі Epic Records в США, 4 жовтня 2005.
Альбом був номінований на премію «Ґреммі» як найкращий вокальний поп альбом 2006 року. 2009 року журнал Rolling Stone назвав Extraordinary Machine 49-м найкращим альбомом 2000-х, 2020 року посів 444 місце в списку 500 найкращих альбомів усіх часів.

## Передумови та виробництво
Після завершення концертного туру на підтримку свого другого альбому When the Pawn... (1999) 2000 року Фіона Епл переїхала до Лос-Анджелесу. «Перші пару років [після When the Pawn…] у мене не було про що писати…», — сказала вона. Під час перерви Еппл розглядала можливість припинити кар'єру звукозапису. Навесні 2002 року Епл і Джон Брайон, її давній друг і продюсер альбому When the Pawn, зустрілися на щотижневу зустріч. П'ятирічні стосунки Брайона з гумористкою Мері Лінн Райскаб раптово обірвались під час знімання фільму Пола Томаса Андерсона «П'яна любов» (2002), музичним супроводом якого займався Брайон. Як повідомляється, він «благав» Еппл випустити ще один альбом після того, як був змушений годинами дивитися кадри з Райскуб під час роботи над фільмом. Еппл погодилася, і Брайон звернувся до лейбла Epic Records із суворими умовами (включно з відсутністю крайнього терміну), на які лейбл зрештою погодився. Тоді було встановлено орієнтовну дату випуску в листопаді 2002 року.

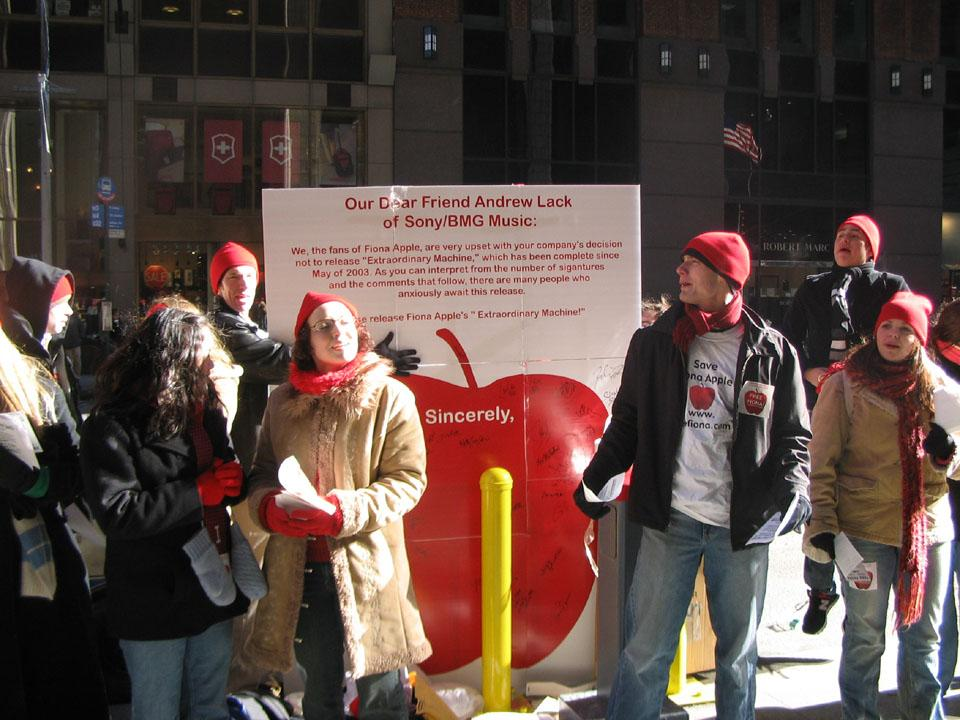
Шанувальники проводять демонстрацію на підтримку Фіони Епл біля штаб-квартири Sony BMG Music Entertainment у Нью-Йорку 28 січня 2005 року.

Після виконання пісні «Not About Love» (на той час ще без назви) на концерті Брайона в лютому, Епл розпочала студійну роботу над альбомом наступного червня на Ocean Way Recording. У серпні вона дебютувала з піснею «A New Version of Me» (пізніше її було перейменовано на «Better», а потім на «Better Version of Me») у клубі Largo, де Брайон проводить регулярні концерти у п'ятницю, до якого часто приєднуються друзі-музиканти. Наприкінці 2002 року Еппл, Брайон, інженер Том Біллер і перкусіоніст Мет Чемберлен працювали у крилі Paramour Mansion, який у 1923 році побудував зірка німого кіно Антоніо Морено. Четверо використовували будівлю як тимчасову резиденцію з початку 2003 року. Чемберлен зазначив, що досвід запису там був «цілком приголомшливим». Коли альбом був наполовину завершений у квітні 2003 року, Брайон, Епл і Біллер працювали в Cello Studios, і було оголошено нову дату випуску 22 липня. Пізніше того ж місяця Брайон і Епл вирушили до Англії, щоб записати струнні та оркестровку для пісень у Abbey Road Studios у Лондоні. Альбом, з точки зору Брайона, був завершений до травня 2003 року, після чого реліз було перенесено на 30 вересня. Але до осені 2003 року Еппл і Брайон повернулися в студію звукозапису, додаючи останні штрихи до альбому, таким чином відклавши дату випуску на лютий 2004 року (пізніше це було змінено на «початок 2004 року»).
Потроху дрібні подробиці про пісні розкривалися в газетних і журнальних статтях. Стаття про Джона Брайона в серпні 2003 року в The New York Times розкрила назву іншої пісні в альбомі, «Oh Well», де Брайон заявив, що він плакав, коли вперше почув, як Еппл грає її. Брайон наполегливо працював над «Oh Well» понад тиждень, а пізніше називав пісню «проблемною дитиною» альбому. У випуску Rolling Stone за 13 листопада 2003 року повідомлялося, що альбом був «безумовно еклектичним». Повільний трек «Extraordinary» був названий "поєднанням Тома Вейтса та водевілю у стилі «Тін Пен Еллі», тоді як набагато енергійніший «Better» був описаний як «потік ритмів, схожий на Outkast». У лютому 2004 року публікація в журналі Spin підтвердила назву альбому та нову пісню «Red, Red, Red», яка, за словами Еппл, була натхненна книгою про оптичні ілюзії.

## Затримки та витік треків
Наприкінці червня 2004 року пісня «Extraordinary» просочилася в Інтернет. Незабаром після цього також просочився «приблизний мікс» «Better Version of Me».

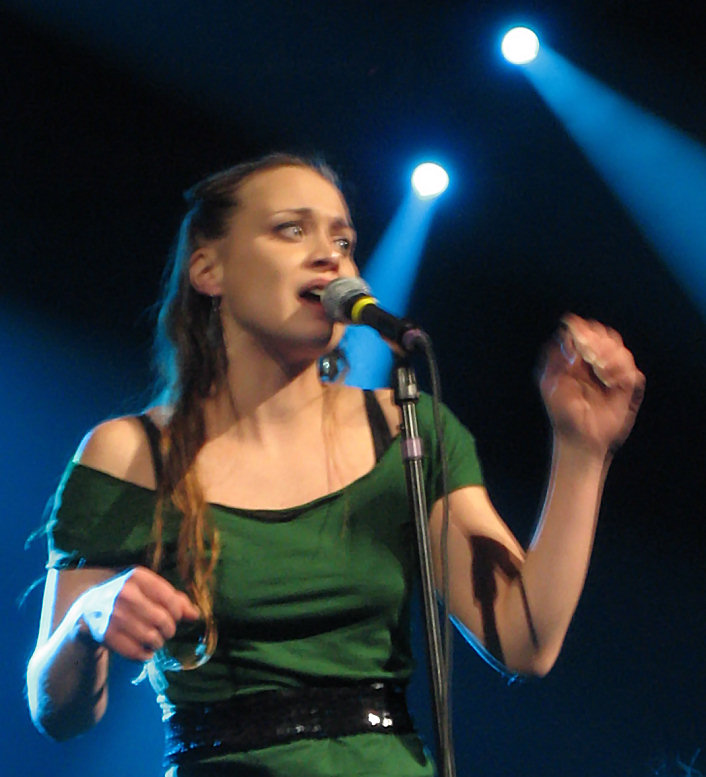
Фіона Еппл виступає в Сіетлі під час туру з Coldplay у січні 2006 року.

Після кількох місяців відсутності офіційних новин стаття про Джона Брайона з'явилася в номері Entertainment Weekly за жовтень 2004 року. У ньому Брайон, як повідомляється, сказав, що альбом був відкладений після його завершення в травні 2003 року через те, що лейбл не чув жодного очевидного синглу. Представник Epic Records заявив, що альбом повинен був вийти в лютому 2005 року, і що Еппл вирішила перезаписати деякі пісні. Пізніше Брайон уточнив статус альбому в інтерв'ю MTV News у січні 2005 року: він сказав, що Epic бажав мати матеріал у дусі дебютного альбому Apple Tidal (1996). Коли USA Today запитала саму Еппл про те, коли вийде альбом, вона відповіла: «Ви, мабуть, дізнаєтеся раніше, ніж я».
На початку березня 2005 року радіозаписи «Waltz», «Please, Please, Please», «Please, Please, Please» і «Window» просочилися в Інтернет; за ними пішли кращі альбомні версії «Oh Well» і «Red, Red, Red». Невдовзі версії всіх треків вийшли через вебсайт BitTorrent TorrentBox. Вони отримали позитивну рецензію від The New York Times, яка описала альбом як «дивну перлину».

## Перезапис і випуск
Entertainment Weekly у своєму випуску від 24 червня 2005 року повідомив, що Еппл готує роботу над «другим третім» альбомом з продюсером Браяном К'ю з електронної групи The Moog Cookbook. У липні 2005 року на вебсайті, присвяченому The Roots, відбувся мало помічений на той час онлайн-чат з хіп-хоп музикантом Questlove, де той сказав що альбом Еппл «не скасовано», що пізніше було підтверджено.
Після кількох місяців мовчання Epic опублікувала заяву щодо майбутнього альбому 15 серпня 2005 року: Extraordinary Machine мав офіційно вийти 4 жовтня 2005 року, значно перероблений співпродюсерами Елізондо та К'ю.
З одинадцяти треків, які раніше просочилися, два залишилися без змін: «Extraordinary Machine» і «Waltz»; але дев'ять були повністю перероблені.

Офіційна версія Extraordinary Machine посіла перше місце в списках найкращих альбомів Entertainment Weekly, The New York Times і Slant. у п'ятірці кращих за The Village Voice, Blender magazine та Rolling Stone ; і в першій десятці в журналі Los Angeles Times і Spin. Деякі видання сприйняли альбом менш прихильно; Stylus описав це як «некеровану роботу» та «гірке розчарування у прослуховуванні», Спін заявив, що «це начебто зроблено», і зауважив, що Apple стримувала схильність до перезапису; і Pitchfork (які розмістили витік альбому під номером 46 у своєму списку «50 найкращих альбомів 2005 року») написали: «Ганьба всього цього полягає в тому, що Apple після шести років мовчання могла зробити чіткіше, прогресивне твердження, а не щось знайоме та схоже, і ми маємо бутлеги, щоб це довести». Extraordinary Machine був номінований на премію «Ґреммі» 2006 року за «Найкращий вокальний попальбом „.

## Треклист
Автор музики і слів Фіона Еппл. 
| #     | Назва                               | Тривалість |
| ----- | ----------------------------------- | ---------- |
| 1.    | «Extraordinary Machine»             | 3:44       |
| 2.    | «Get Him Back»                      | 5:26       |
| 3.    | «O' Sailor»                         | 5:37       |
| 4.    | «Better Version of Me»              | 3:01       |
| 5.    | «Tymps (The Sick in the Head Song)» | 4:05       |
| 6.    | «Parting Gift»                      | 3:36       |
| 7.    | «Window»                            | 5:33       |
| 8.    | «Oh Well»                           | 3:42       |
| 9.    | «Please, Please, Please»            | 3:35       |
| 10.   | «Red, Red, Red»                     | 4:08       |
| 11.   | «Not About Love»                    | 4:21       |
| 12.   | «Waltz (Better than Fine)»          | 3:46       |
| 50:34 |                                     |            |

| Bootleg release | Bootleg release            | Bootleg release |
| #               | Назва                      | Тривалість      |
| --------------- | -------------------------- | --------------- |
| 1.              | «Not About Love»           | 3:46            |
| 2.              | «Red, Red, Red»            | 3:30            |
| 3.              | «Get Him Back»             | 4:32            |
| 4.              | «Better Version of Me»     | 3:33            |
| 5.              | «Oh Well»                  | 3:51            |
| 6.              | «O' Sailor»                | 6:25            |
| 7.              | «Used to Love Him»         | 3:43            |
| 8.              | «Window»                   | 4:33            |
| 9.              | «Waltz (Better than Fine)» | 3:45            |
| 10.             | «Extraordinary Machine»    | 3:41            |
| 11.             | «Please, Please, Please»   | 3:55            |

| Deluxe edition bonus DVD | Deluxe edition bonus DVD                             | Deluxe edition bonus DVD |
| #                        | Назва                                                | Тривалість               |
| ------------------------ | ---------------------------------------------------- | ------------------------ |
| 1.                       | «Not About Love (video)»                             |                          |
| 2.                       | «Extraordinary Machine» (Live at Club Largo)         |                          |
| 3.                       | «River, Stay Away from My Door» (Live at Club Largo) |                          |
| 4.                       | «Paper Bag» (Live at Club Largo)                     |                          |
| 5.                       | «Fast as You Can» (Live at Club Largo)               |                          |
| 6.                       | «You Belong to Me» (Live at Club Largo)              |                          |
| 7.                       | «Parting Gift» (Live at the Jazz Factory)            |                          |